# يان كونيفكه
يان كونيفكه (بالألمانية: Jan Koneffke) (ولد في دارمشتات في 19 نوفمبر 1960) شاعر وروائي وقصاص ألماني.

## حياته
قضى كونيفكه سنوات صباه في مدينة فرانكفورت الواقعة على نهر الماين. حصل على الشهادة الثانوية في عام 1980، وبدأ في عام 1981 دراسة الفلسفة وفقه اللغة الألمانية في الجامعة الحرة في برلين, وحصل في عام 1987 على درجة الماجستير عن دراسة حول إدوارد موريكه.
بدأ بعد ذلك العمل في برلين ككاتب حر في الصحف والمجلات الأدبية. وقد أقام كونيفكه بين عامي 1995 و 2003 في روما, ثم انتقل للعيش في فيينا ولم يزل يقيم فيها حتى الآن.
تتميز قصائد كونيفكه بلغة مليئة بالصور الخيالية والغرائبية, وطريقة ساخرة في استخدام أسلوب العصور السابقة في صياغة المعاني الشعرية. أما رواياته وقصصه فتتناول بشكل مكثف قضية فقدان الهوية.

## من أعماله
- قبل العرض الأول 1988
- سقوط برجر 1991
- جليفر في بلغاريا 1999
- حب على نهر التيبر 2004
- الجمال الفاني 2004

## روابط خارجية
- يان كونيفكه على موقع مونزينجر (الألمانية)